# Avesicladiella microsperma
Avesicladiella microsperma är en svampart som beskrevs av W.P. Wu, B. Sutton & Gange 1997. Avesicladiella microsperma ingår i släktet Avesicladiella, divisionen sporsäcksvampar och riket svampar.   Inga underarter finns listade i Catalogue of Life.